# Albaret-le-Comtal
Albaret-le-Comtal is een gemeente in het Franse departement Lozère (regio Occitanie) en telt 198 inwoners (1999). De plaats maakt deel uit van het arrondissement Mende.

## Geografie
De oppervlakte van Albaret-le-Comtal bedraagt 28,4 km², de bevolkingsdichtheid is 7,0 inwoners per km².
De onderstaande kaart toont de ligging van Albaret-le-Comtal met de belangrijkste infrastructuur en aangrenzende gemeenten.

## Demografie
Onderstaande figuur toont het verloop van het inwonertal (bron: INSEE-tellingen).